# أوليفييه غيشار
أوليفييه غيشار (بالفرنسية: Olivier Guichard)، وُلد في 27 يوليو 1920 في نياك (جرندة) وتوفي في 20 يناير 2004 في باريس، كان سياسيًا فرنسيًا.
شغل مناصب وزارية متعددة في فترات رئاسة كل من شارل ديغول وجورج بومبيدو وفاليري جيسكار ديستان، شغل منصب رئيس مجلس منطقة بيه دو لا لوار وعمدة لا بول، لأكثر من عشرين عامًا ما بين عامي 1970 و 1990.

## السيرة الذاتية

### الشباب والدراسة
هو من نسل لويس غيشار (1772-1837)، فارس الإمبراطورية الذي رُقي لرتبة بارون، وهو حفيد السياسي جوزيف بريسون من جيروند (1857-1942)، قائد كورفيت ومدير مكتب الأميرال دارلان في فترة نظام فيشي، من فبراير 1941 إلى نوفمبر 1942.
درس أوليفييه غيشار في مدرسة كوندورسيه. بعد اجتيازه امتحان الباكالوريا، استمر في دراسته في جامعة باريس، حيث حصل على درجة البكالوريوس في الآداب ودرجة البكالوريوس في القانون. كما حصل أيضًا على شهادة من المدرسة الحرة للعلوم السياسية.
عند تحرير فرنسا، تطوع بمشاركته في الجيش الفرنسي عندما كان عمره 24 عامًا. استمر في القتال حتى هزيمة ألمانيا. نظرًا لعدم قبوله في المدرسة الوطنية للإدارة، بدأ رسالة دكتوراه حول بروسبير ميريمي.

### المسار السياسي
في عام 1947، انضم إلى حركة الغوليين. من عام 1951 إلى عام 1958، شغل منصب رئيس مكتب الجنرال ديغول خلال فترة "عبور الصحراء". في أعقاب الانتخابات التشريعية لعام 1967، أصبح نائبًا عن لوار الأطلسية.
في عام 1968، تولى منصب وزير التخطيط وتنمية الأراضي في حكومات جورج بومبيدو وموريس كوف دو مورفيل. قام بالتحضير للاستفتاء عام 1969 حول التقسيم الإقليمي وإصلاح مجلس الشيوخ، وهو مشروع تم تبنيه وتطويره لاحقًا من قبل وزير المالية جان مارسيل جياني والذي رفضه الشعب وأدى إلى استقالة ديغول من رئاسة الجمهورية.
من عام 1969 إلى عام 1972، تولى منصب وزير التربية الوطنية في حكومة جاك شابان ديلماس. أنشأ جامعة كومبيان التكنولوجية. عند وصوله إلى وزارة التربية، أعاد تدريس اللاتينية ابتداءً من الصف الخامس وأنشأ نظام التقييم بالدرجات على 20 في فصول الامتحانات.
تولى منصب وزير التجهيز وتنمية الأراضي في حكومتي بيير ميسمر، من عام 1972 إلى عام 1974. في هذا المجال، شجع على تطوير الطرق السريعة الممنوحة بالاعتماد وإنشاء المنطقة الصناعية في فوس سور مير. في الوقت نفسه، فرض توقفًا عام 1973 على بناء مجموعات سكنية ضخمة تعود إلى الستينيات. سبق لأوليفييه غيشار أن ألقى خطابًا في السياسة الحضرية في الجمعية الوطنية، حيث شرح لماذا يجب وقف بناء المجمعات السكنية الكبيرة. توجيه غيشار في مارس 1973 أوقف ثماني عمليات ضخمة كانت قيد الإنشاء، ومنع بناء مجمعات سكنية كبيرة.
تولى أوليفييه غيشار منصب وزير العدل في حكومة ريمون بار في عام 1976. كان عضوًا في الحزب الجمهوري. رُشح اسمه مرارًا لمنصب رئيس الوزراء.

## الحياة الشخصية
توفيت زوجته الأولى، سوزان فينسان، التي التقاها أثناء مشاركتهما في النضال التحرري، في عام 1982. وبعد وفاتها، تزوج في 27 يوليو 1990 من الصحفية ديزي دي غالارد (1929-2007).
هو والد الناشرة مالسي غيشارد أوزانات، وكونستانس (زوجة لاديسلاس بونياتوفسكي) وآلين (زوجة بول غولدشميدت). كان ابن عم جان دو بريم، الصحفي والناشط في منظمة الجيش السري الجديد، الذي قُتل على يد الشرطة في أبريل 1963.
توفي في 20 يناير 2004 في الحي الثامن في باريس، ودُفن في جيروند.

## المناصب السياسية
- عمدة نياك (جيروند) (1962-1971).
- نائب لوار أتلانتيك (1967-1997).
- مستشار عام لمنطقة غيراند (1970-1982).
- عمدة لا بول-اسكوبلاك (1971-1995).
- رئيس منطقة بيه دو لا لوار (1974-1998).
- وزير الصناعة (1967-1968).
- وزير التخطيط وتنمية الأراضي (1968-1969).
- وزير التربية الوطنية (1969-1972).
- وزير التجهيز والإسكان والسياحة (1972-1974).
- وزير الدولة، مكلف بتنمية الأراضي والتجهيز والنقل (مارس-مايو 197414).
- وزير الدولة، وزير العدل (حامي الختم) (1976-1977).

## الأوسمة والتكريمات
- وسام جوقة الشرف.
- وسام الجيش العسكري.
- وسام الصليب الحربي 1939-1945.
- وسام استحقاق الجمهورية الإيطالية.